# Samuel W. Gould

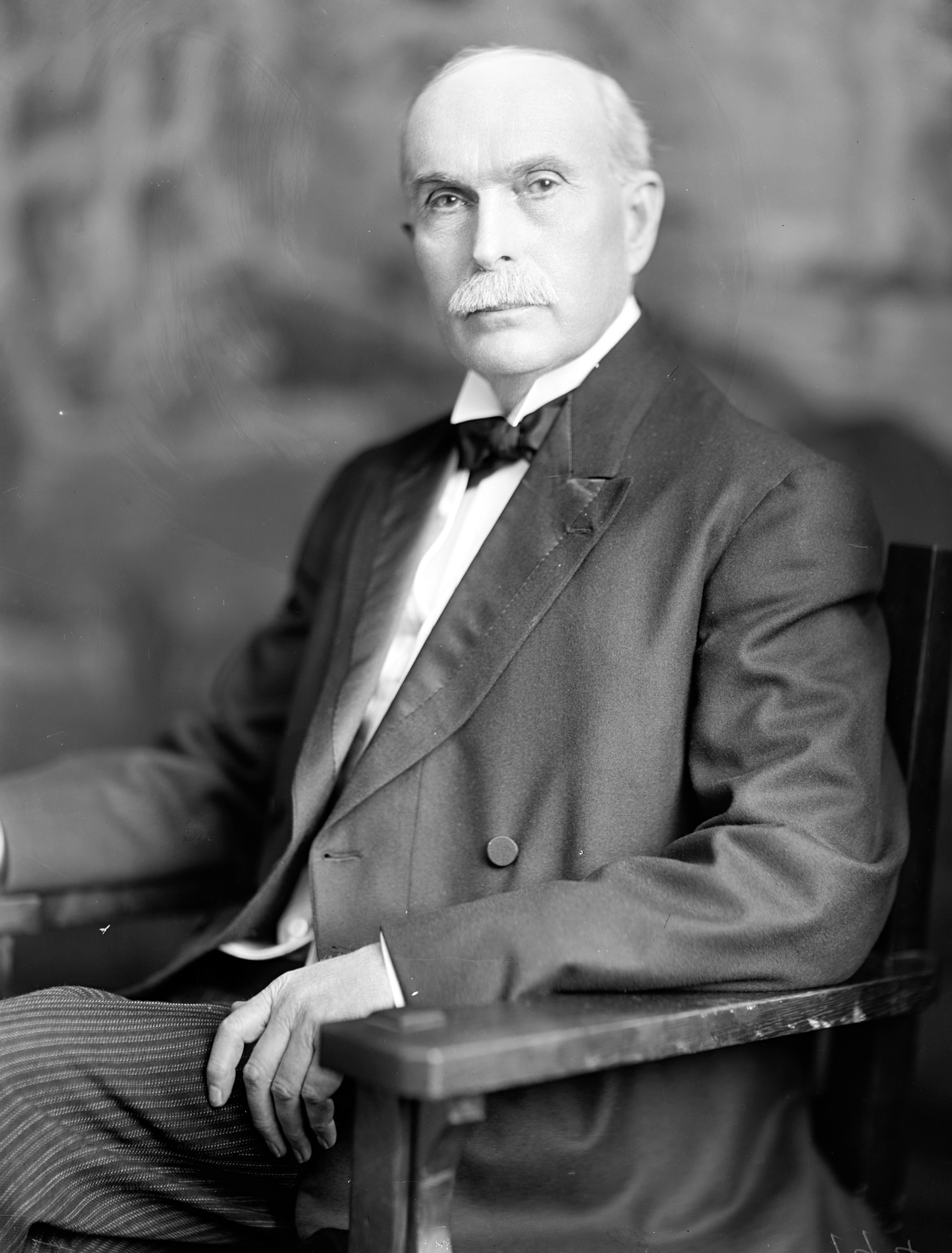
Samuel W. Gould

Samuel Wadsworth Gould (* 1. Januar 1852 in Porter, Oxford County, Maine; † 19. Dezember 1935 in Skowhegan, Maine) war ein US-amerikanischer Politiker. Zwischen 1911 und 1913 vertrat er den Bundesstaat Maine im US-Repräsentantenhaus.

## Werdegang
In seiner Jugend zog Samuel Gould mit seinen Eltern nach Hiram. Er besuchte die öffentlichen Schulen seiner neuen Heimat und das Parsonsfield Seminary. Anschließend studierte er bis 1877 an der University of Maine. Nach einem Jurastudium und seiner im Jahr 1879 erfolgten Zulassung als Rechtsanwalt begann er in Skowhegan in seinem neuen Beruf zu praktizieren. Zwischen 1896 und 1900 war er auch Posthalter in dieser Stadt.
Gould war Mitglied der Demokratischen Partei. 40 Jahre lang war er Delegierter auf allen regionalen Parteitagen in Maine. Zwischen 1882 und 1890 gehörte er dem Staatsvorstand seiner Partei an. In den Jahren 1900, 1908 und 1912 war er Delegierter zu den jeweiligen Democratic National Conventions, auf denen William Jennings Bryan und später Woodrow Wilson als Präsidentschaftskandidaten nominiert wurden. Im Jahr 1902 kandidierte Gould erfolglos für das Amt des Gouverneurs von Maine. 1908 scheiterte seine erste Kandidatur für den Kongress.
Bei den Wahlen des Jahres 1910 wurde Gould dann aber im dritten Wahlbezirk von Maine in das US-Repräsentantenhaus in Washington, D.C. gewählt. Dort trat er am 4. März 1911 die Nachfolge von Edwin Burleigh an. Da er im Jahr 1912 dem Republikaner Forrest Goodwin unterlag, konnte er bis zum 3. März 1913 nur eine Legislaturperiode im Kongress absolvieren. Nach dem Ende seiner Zeit im Repräsentantenhaus arbeitete Gould wieder als Anwalt in Skowhegan. Außerdem war er an verschiedenen Geschäften beteiligt sowie Vorsitzender des Kuratoriums der University of Maine. Samuel Gould starb am 19. Dezember 1935 in Skowhegan.